# Of Montreal
Of Montreal (estilizado como of Montreal) es una banda estadounidense de rock formada en Athens, Georgia, encabezada por Kevin Barnes. La banda fue parte de la segunda camada de bandas emergentes proveniente del colectivo Elephant Six.

## Historia
Creado por Kevin Barnes luego de un fallido romance con una mujer en Montreal, Barnes era el único miembro de la “banda” una vez instalado en Atenas. Ahí contactó con Derek Almstead -que también participa de Circulatory System, M Coast y Elf Power, entre otras bandas- y con Bryan Poole, también conocido como The Late B.P. Helium. Juntos grabaron su primer álbum Cherry Peel, así como también el EP The Bird Who Continues to Eat the Rabbit’s Flower y el segundo álbum The Bedside Drama: A Pettite Tragedy.
Luego de la producción del álbum The Gay Parade, comenzada en 1998, Poole dejó la banda para enfocarse en su trabajo con Elf Power, otra banda de Elephant Six de Atenas. Barnes reclutó a Jamey Huggins y Dottie Alexander, quienes tocaban juntos bajo el nombre de Lightning Bug vs. Firefly. Derek pasó de la batería al bajo. Se incluyó también a Andy Gonzales de Marshmallow Coast.
Algunos singles y el relanzamiento de The Bird Who Continues to Eat the Rabbit’s flower son los trabajos anteriores al tercer álbum de la banda The Gay Parade en 1999. El álbum contó con la colaboración de muchos miembros del colectivo Elephant Six de la época y con la participación del hermano de Kevin, David Barnes en el arte del disco. David continuó haciendo el arte para los discos posteriores.
Tras el lanzamiento de The Gay Parade la banda se incorpora al sello Kindercore Records, donde lanzaron algunos singles y compilados. No fue hasta el 2001 que Coquelicot Asleep in the Poppies: A Variety of Whimsical Verse fue lanzado como el nuevo álbum con material original. El álbum nuevamente incluyó colaboraciones de músicos de todo el espectro de Elephant Six.
En 2002 se publica Aldhils Arboretum, álbum que tiene un sonido ligeramente diferente al de sus predecesores. Le siguió una lucida gira, además de un EP que registra la gira.
Kindercore Records se replegaría poco después del lanzamiento de Arboretum, y la continuidad de of Montreal se vio amenazada. Kevin contrajo matrimonio y Andy y Derek dejaron la banda. Barnes, incómodo con el resto y con las divisiones dentro de la banda, se hace cargo él solo principalmente de la composición del álbum del 2004 Satanic Panic in the Attic. Lanzado por el sello Polyvinyl Records, llegó a ser el trabajo más exitoso hasta ese momento, y además marca un cambio en la trayectoria hacia un sonido más electrónico, con caja de ritmos y sintetizadores incluidos, como en el sencillo Disconnect the Dots.
Hacia el 2005 su estilo continuó su evolución con The Sunlandic Twins, que fue incluso más representativo del esfuerzo solista de Barnes. Grabado en Atenas con excepción de un track que fue grabado en Noruega, el álbum cuenta con un sonido electrónico más pronunciado. El álbum llegó a ser todo un suceso, en parte gracias al sencillo So Begins Our Alabee y al videoclip de Wraith Pinned to the Mist (and Other Games) que rotaba en la programación de MTV.
La banda lanzó algunas colecciones de sencillos y el álbum de remezclas (edición limitada) Satanic Twins durante el 2006. A primeros de 2007 editan Hissing Fauna: Are You the Destroyer?, en el que Barnes continúa con la experimentación electrónica en la música y se hace cargo de su separación en algunas de sus letras. En mayo publican el ep Icons, Abstract Thee.

## Estilo
La banda tiene un estilo que es típico de muchas de las bandas de Elephant Six, que nace producto de una interesante combinación entre música experimental y los dogmas básicos del pop, así como melodías pegajosas y arreglos vocales. El estilo de la banda ha sido influenciado no solo por el indie pop convencional o por la psicodelia, sino también por el vodevil y el music hall en sus primeros trabajos, y por el afrobeat y el reggae en los más recientes.
El estilo de la banda ha sabido variar disco a disco. Al comienzo adoptan un sonido más simple, definible como un indie pop lo-fi, que en ocasiones se acercaba al twee pop. Con el tiempo la banda se muda a un sonido más completo, como se ve en el álbum The Gay Parade y en el siguiente Coquelicot Asleep in the Poppies: A Variety of Whimsical Verse. Estos álbumes contienen letras más narrativas, imitando a menudo al estilo del radioteatro de la década del 50, en oposición a los álbumes que les preceden que optaban por letras más personales.
El Satanic Panic in the Attic del 2004 es un hito en la evolución del estilo de la banda. El sonido cambia a algo más electrónico que la estructura tradicional, cambio que se hace más patente en el siguiente disco.
Las letras de los temas se vuelven pequeñas narrativas con la aparición de personajes (como en las canciones Jacques Lamure, The Autobiographical Grandpa, Mimi Merlot y Rose Robert). Otras son extractos de conversaciones ficticias (Advine From a Divorced Gentleman to His Bachelor Friend Considering Marriage y Good Morning Mr. Edminton por ejemplo). Esta característica en sus letras no es algo que esté presente en sus anteriores trabajos.
Otro rasgo distintivo del grupo es su capacidad para fusionar letras obscuras con ritmos melódicos y alegres. En Aldhils Arboretum, por ejemplo, las letras de Doing Nothing y Old People in the Cementery se centran en la apatía, la soledad y la muerte, cuestión que contrasta con la alegre instrumentación. Otro ejemplo de esta tendencia se puede apreciar en la elección de los covers; por ejemplo la canción de Yōko Ono I Felt Like Smashing my Head Through a Clear Glass Window (que traducido al español sería Tuve ganas de reventar mi cabeza contra el vidrio de la ventana).

## Proyectos paralelos
Como es normal en Elephant Six, los miembros de of Montreal han participado en una variedad de proyectos paralelos y otras bandas.
- La propia banda ha actuado como banda de apoyo para Marshmallow Coast tanto en grabaciones como en giras.

- My First Keyboard fue el pseudónimo utilizado por Dottie Alexander para realizar la canción The You I Created como un sencillo para el sello Kindercore. Of Montreal actuó como su banda de apoyo.

- Jamey Huggins lanzó un álbum bajo el nombre de James Husband en el que incluyó la versión a The Beatles We Can Work it Out.

- Bryan Poole tiene un proyecto solista como the Late B.P. Helium.

- Derek Almstead ha trabajado con muchos artistas, tanto como músico como ingeniero, incluyendo colaboraciones con Andy Gonzales (M Coast.)

- Además, colaboraron junto con Spike Jonze para su cortometraje I'm Here en 2010, prestando The Past is a Grotesque Animal para la banda sonora de dicha película, siendo interpretada en el corto, por un grupo inventado exclusivamente para el mismo llamado The Lost Trees.

## Discografía

### Álbumes
- Cherry Peel - Bar/None - 1997
- The Bedside Drama: A Petite Tragedy - Kindercore Records - 1998
- The Gay Parade - Kindercore Records - 1999
- Coquelicot Asleep in the Poppies: A Variety of Whimsical Verse - Kindercore - 2001
- Aldhils Arboretum - Kindercore Records - 2002
- Satanic Panic in the Attic - Polyvinyl Record Company - 2004
- The Sunlandic Twins - Polyvinyl Record Company - 2005
- Hissing Fauna, Are You the Destroyer? - Polyvinyl Record Company - 2007
- Skeletal Lamping - Polyvinyl Record Company - 2008
- False Priest - Polyvinyl Record Company - 2010
- Paralytic Stalks - 'Polyvinyl Record Company - 2012
- Young Froth/Taypiss (2013)
- Aureate Gloom- Polyvinyl Record Company - 2015[1]
- Innocence Reaches - Polyvinyl Record Company - 2016
- White Is Relic/Irrealis Mood - Polyvinyl Record Company - 2018
- UR FUN - Polyvinyl Record Company - 2020
- Freewave Lucifer F<ck F^ck F>ck - 'Polyvinyl Record Company - 2022

### Compilaciones
- Horse & Elephant Eatery (No Elephants Allowed): The Singles and Songles Album - Bar/None Records - 2000
- The Early Four Track Recordings - Kindercore Records - 2001
- An Introduction to Of Montreal - Earworm - 2001
- If He is Protecting Our Nation, Then Who Will Protect Big Oil, Our Children? - Track & Field Organisation - 2003
- The Gladiator Nightstick Collection - Devil in the Woods - 2004
- The Satanic Twins - Polyvinyl Record Company- 2006
- Of Montreal Sampler - Polyvinyl Record Company - 2006

### EP
- The Bird Who Ate the Rabbit's Flower - Kindercore - 1997
- The Bird Who Continues to Eat the Rabbit's Flower - Kindercore - 1998
- Deflated Chime, Foals Slightly Flower Sibylline Responses - Polyvinyl Record Company - 2006
- Icons, Abstract Thee - Polyvinyl Record Company - 2007

### Sencillos
- Nicki Lighthouse - 100 Guitar Mania - 1998
- Happy Happy Birthday To Me Singles Club: November - Happy Happy Birthday To Me Records - 1999
- Archibald of the Balding Sparrows - Kindercore - 2000 (Split con Marshmallow Coast)
- Kindercore Singles Club: September - Kindercore - 2001 (Split con Ladybug Transistor)
- Split With the Late B.P. Helium - Jonathan Whiskey - 2001
- Jennifer Louise - Track & Field Organisation - 2003
- Microuniversity - Park The Van Records - 2006
- Voltaic Crusher/Undrum to Muted Da - Suicide Squeeze Records - 2006